# Tarabai
Tarabai este un oraș în São Paulo (SP), Brazilia.